# Soyak
Soyak, ook Sopak, is een dorpscommissie (Engels: village development committee, afgekort VDC; Nepalees: panchayat) in het oosten van Nepal, gelegen in het district Ilam in de Mechi-zone. Ten tijde van de volkstelling van 2001 had het een inwoneraantal van 3378 personen, verspreid over 619 huishoudens; in 2011 waren er 3324 inwoners, verspreid over 727 inwoners.